# Le Noyer (Hautes-Alpes)
Le Noyer ist eine französische Gemeinde mit 306 Einwohnern (Stand: 1. Januar 2022) im Département Hautes-Alpes in der Region Provence-Alpes-Côte d’Azur. Sie gehört zum Arrondissement Gap und zum Kanton Saint-Bonnet-en-Champsaur.

## Geografie
Le Noyer befindet sich im Bereich des Bergmassivs Massif des Écrins in den Seealpen. Im Nordosten bildet der Fluss Drac die Grenze zu Aubessagne. Die weiteren Nachbargemeinden sind Poligny im Südosten, Gap im Süden, Dévoluy mit dem Ortsteil Saint-Étienne-en-Dévoluy im Westen und Le Glaizil im Nordwesten.

## Bevölkerungsentwicklung
| Jahr      | 1962 | 1968 | 1975 | 1982 | 1990 | 1999 | 2008 | 2016 |
| --------- | ---- | ---- | ---- | ---- | ---- | ---- | ---- | ---- |
| Einwohner | 289  | 263  | 219  | 215  | 243  | 222  | 257  | 290  |

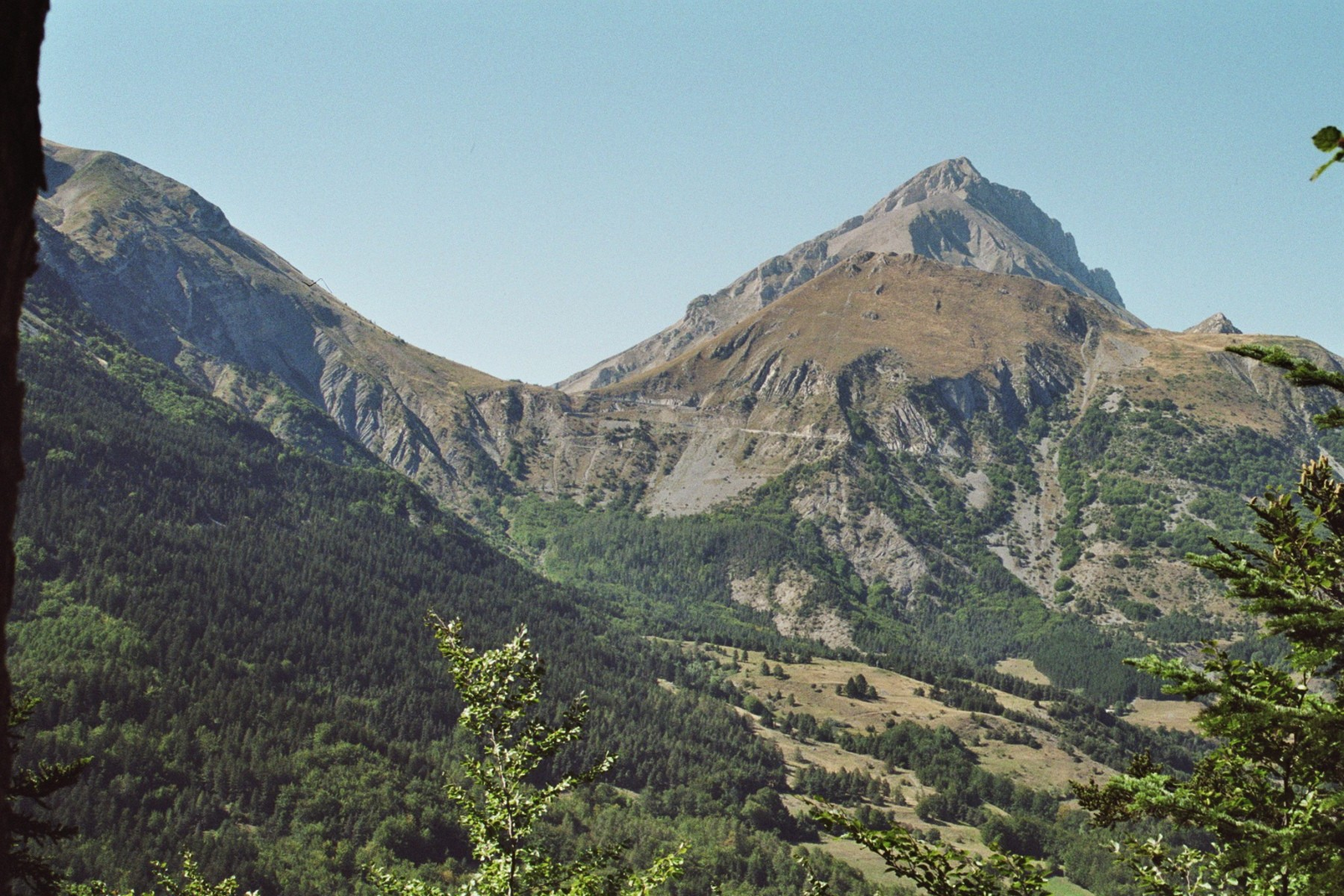
Col du Noyer
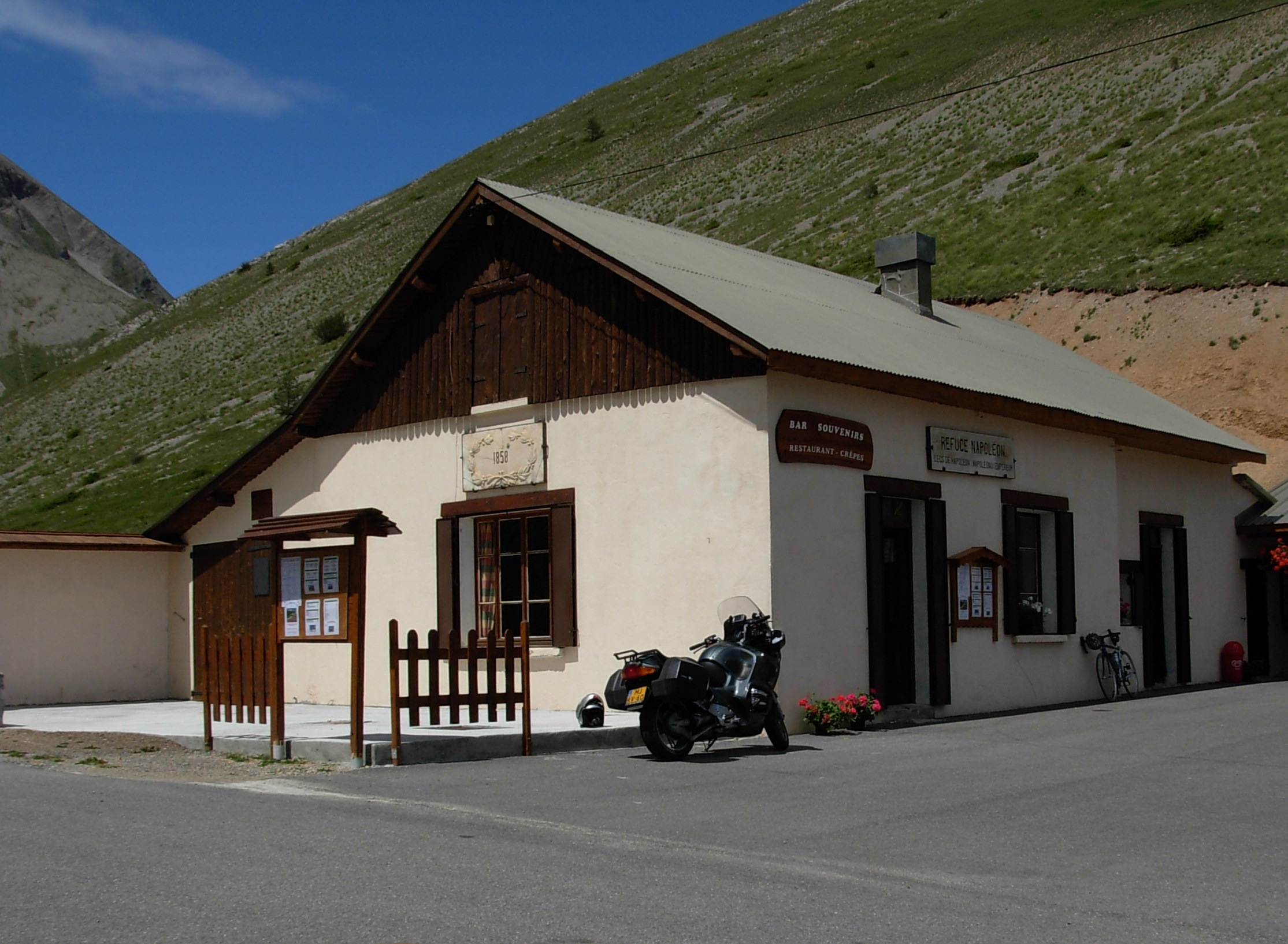
„Refuge Napoléon“, Gaststätte auf dem Col du Noyer
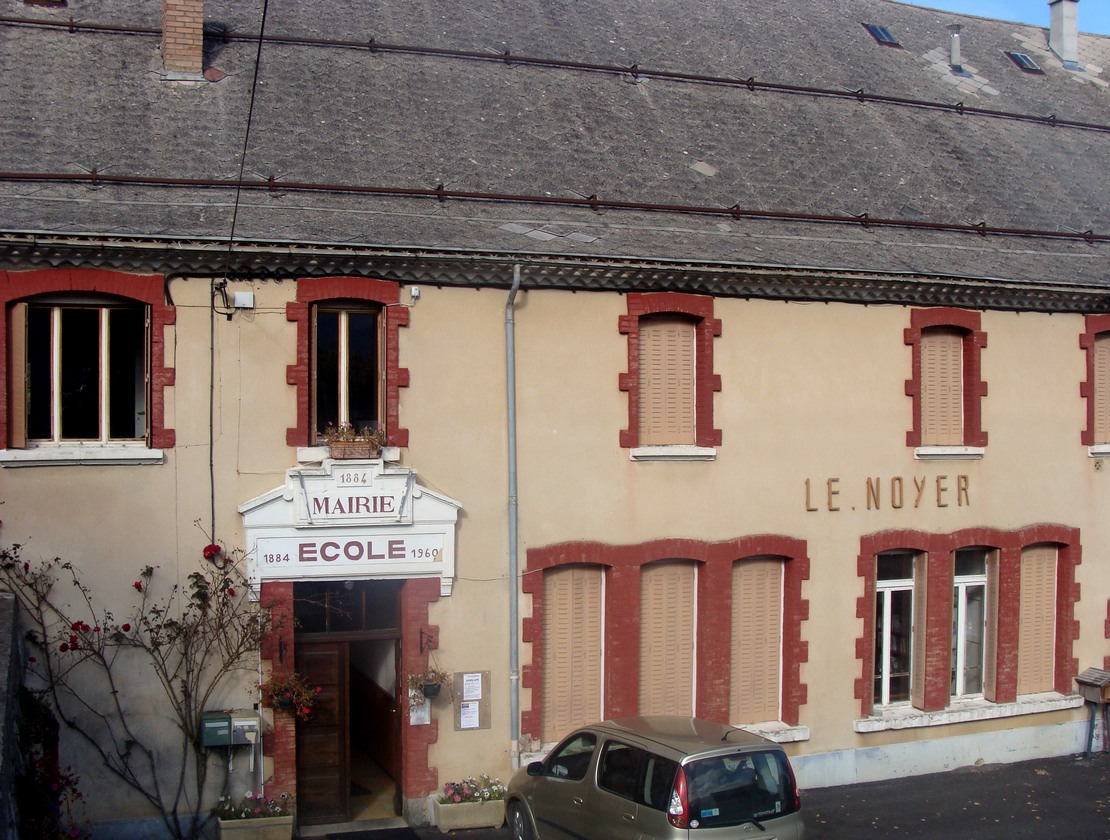
Mairie und Schule